# کاموف-۲۶
کاموف-۲۶ (به انگلیسی: Kamov Ka-26) یک بالگرد ساختِ کارخانهٔ کاموف در کشور اتحاد جماهیر سوسیالیستی شوروی و روسیه است که در سال ۱۹۶۹–۱۹۸۵ ساخته شد. این بالگرد برای نخستین بار در ۱۸ اوت ۱۹۶۵ میلادی مورد استفاده قرار گرفت.